# Homalometa nigritarsis
Homalometa nigritarsis is een spinnensoort in de taxonomische indeling van de strekspinnen.
Het dier behoort tot het geslacht Homalometa. De wetenschappelijke naam van de soort werd voor het eerst geldig gepubliceerd in 1897 door Eugène Simon.